# Quận Somerset, Maine
Quận Somerset là một quận thuộc tiểu bang Maine. Quận này được đặt tên theo. Theo điều tra dân số của Cục điều tra dân số Hoa Kỳ năm 2000, quận có dân số 50.888 người. Quận lỵ đóng ở Skowhegan6.
Quận Somerset được lập ngày 1/3/1809  từ các khu vực thuộc quận Kennebec và được đặt tên theo hạt Somerset ở Anh.